# Nhà thờ Đức Mẹ Đồng trinh Maria ở Brantice
Nhà thờ Đức Mẹ Đồng trinh Maria ở Brantice (tiếng Séc: Kostel Nanebevzetí Panny Marie v Branticích) là một nhà thờ Công giáo La Mã được thành lập vào thế kỷ 14, tọa lạc ở làng Brantice, huyện Bruntál, vùng Moravia–Silesia, Cộng hòa Séc. Nhà thờ có tên trong danh sách di tích văn hóa quốc gia.

## Lịch sử
- Năm 1222: Văn bản lịch sử đầu tiên đề cập đến làng Brantice.
- Thế kỷ 14: Nhà thờ Đức Mẹ Đồng trinh Maria được xây dựng theo phong cách kiến trúc Gothic.
- Năm 1593: Các công trình phong cách Phục hưng (tòa tháp, phòng tế và nhà nguyện) được xây dựng thêm.
- Năm 1784: Nhà thờ được trùng tu lại theo phong cách Baroque (cải tạo lại mái vòm của gian chính).[2]
- Giai đoạn 1998-1999: Công việc sửa chữa nhà thờ được tiến hành.[3][4]

## Kiến trúc độc đáo
- Gian chính của nhà thờ được xây dựng trên một mặt phẳng hình thang.
- Tòa nhà có nhiều cửa sổ nhỏ dạng vòm hình bán nguyệt.
- Phía lối vào có một tòa tháp hoành tráng mang phong cách Phục hưng. Tòa tháp hình lăng trụ với cấu trúc thượng tầng đa giác (phần thân chính kiểu tứ giác, phía trên nóc kiểu bác giác).[5]